# Крістофер Мізарош
Крістофер Мізарош (нар. 5 вересня 2001— Дьєр, Угорщина)— угорський гімнаст. Триразовий призер чемпіонату Європи.

## Біографія
Народився в Дьєрі, Угорщина.

## Кар'єра
Спортивною гімнастикою в родині займалась старша сестра, тому в 2009 році спробував відвідувати секцію, але задоволення не отримував, поки під час перегляду фіналу вправи на коні на Олімпійських іграх в Лондоні, Велика Британія, не побачив перемогу угорського гімнаста Крістіана Беркі, яка надихнула займатися гімнастикою професійно.

#### 2019
Дебютував в дорослій збірній.

#### 2022
На чемпіонаті Європи в Мюнхені, Німеччина, здобув першу особисту медаль континентальної першості - срібло у вільних вправах.

#### 2023
На чемпіонаті світу в Антверпені, Бельгія, в багатоборстві посів 11 місце, що дозволило здобути особисту олімпійську ліцензію на Ігри 2024 року в Парижі, Франція.

#### 2024
На чемпіонаті Європи в Ріміні, Італія, в багатоборстві посів п'яте місце, а в фіналі вільних вправ здобув бронзову нагороду.

## Результати на турнірах
| Рік  | Змагання          | КБ | ІБ | Вільні вправи | Кінь | Кільця | Опорний стрибок | Паралельні бруси | Перекладина |
| ---- | ----------------- | -- | -- | ------------- | ---- | ------ | --------------- | ---------------- | ----------- |
| 2019 | Чемпіонат світу   |    | 23 |               |      |        |                 |                  |             |
| 2020 | Чемпіонат Європи  | 3  |    | 6             | 6    |        |                 | 5                |             |
| 2021 | Чемпіонат світу   |    | 14 |               |      |        |                 |                  |             |
| 2022 | Чемпіонат Європи  |    |    | 2             |      |        |                 |                  |             |
| 2022 | Чемпіонат світу   | 12 | 14 |               |      |        |                 |                  |             |
| 2023 | Чемпіонат світу   | 20 | 11 |               |      |        |                 |                  |             |
| 2024 | Кубок світу. Каїр |    |    | 25            | 38   |        |                 |                  |             |
| 2024 | Чемпіонат Європи  | 13 | 5  | 3             |      |        |                 |                  |             |